# 2009년 6월
| 2009년: 1월 · 2월 · 3월 · 4월 · 5월 · 6월 · 7월 · 8월 · 9월 · 10월 · 11월 · 12월 |

| <          | 2009년 6월 | 2009년 6월    | 2009년 6월 | 2009년 6월 | 2009년 6월 | >          |
| 일         | 월         | 화            | 수         | 목         | 금         | 토         |
|            | 1 5.9 정축 | 2 10 무인     | 3 11 기묘  | 4 12 경진  | 5 13 신사  | 6 14 임오  |
| 7 15 계미  | 8 16 갑신  | 9 17 을유     | 10 18 병술 | 11 19 정해 | 12 20 무자 | 13 21 기축 |
| 14 22 경인 | 15 23 신묘 | 16 24 임진    | 17 25 계사 | 18 26 갑오 | 19 27 을미 | 20 28 병신 |
| 21 29 정유 | 22 30 무술 | 23 윤5.1 기해 | 24 2 경자  | 25 3 신축  | 26 4 임인  | 27 5 계묘  |
| 28 6 갑진  | 29 7 을사  | 30 8 병오     |            |            |            |            |

| - 6월 3일 - 도금봉 - 6월 4일 - 서동만 - 6월 6일 - 강희남 - 6월 8일 - 오마르 봉고 - 6월 8일 - 임동헌 - 6월 9일 - 서상린 - 6월 17일 - 조세형 - 6월 23일 - 김은국 - 6월 26일 - 마이클 잭슨 - 6월 28일 - 유현목 편집하기 |

## 2009년6월 30일
- 인도양 코모로에 예멘 국영 예메니아 항공 소속 여객기가 추락했다고 프랑스국제방송, CNN, BBC, AP 통신사가 보도했다. 여객기는 에어버스 A310 기종이고 승무원과 승객이 150명 탑승했다.
- 이라크에 주둔해 있는 미군이 미-이라크 안보협정에 따라 바그다드, 모술 등 이라크 주요 도시지역에 교육 및 자문 인력 소수만 남기고 전체 병력을 지방으로 옮기는 작업을 마무리했다고 프랑스 통신사, AP 통신사가 보도했다.

## 2009년6월 29일
- 미국 맨해튼 연방 법원이 약 650억달러 규모의 대규모 다단계 금융사기(폰지사기)를 벌인 혐의를 받고 있는 버나드 메이도프(71) 전 나스닥증권거래소 위원장에게 29일(현지시간) 법정 최고형인 징역 150년을 선고했다.
- 대한민국 이명박 대통령이 한반도 대운하 사업을 포기하고 4대강 정비 사업을 추진한다고 라디오를 통해 연설했다.

## 2009년6월 28일
- 방글라데시 수도 다카 인근에서 임금 삭감에 항의하는 의류공장 노동자 5만여명이 26일 시작된 대규모 시위로 경찰과 충돌해 2명 사망, 수십여명 부상했다.
- 중국 광둥성 사오관(韶關)시에 있는 홍콩기업의 장난감 공장에서 신장 위구르 자치구에서 온 위구르족과 한족 종업원 간 유혈 충돌이 26일 발생해 최소 2명이 사망, 118명 부상했다고 홍콩 명보(明報) 온라인판이 보도했다.
- 온두라스의 마누엘 셀라야 대통령이 군부 쿠데타로 코스타리카로 추방되었다.

## 2009년6월 27일
- 유네스코가 조선의 왕릉을 세계유산으로 등재하기로 확정했다.
- 유엔이 금융회의에서 금융개혁안을 채택했다.

## 2009년6월 26일
- 이란내의 자금이 피난처를 찾아 해외로 대거 유출되고 있다고 영국 일간 텔레그래프가 보도했다.

## 2009년6월 25일
- 미국의 가수 마이클 잭슨이 심장마비로 사망하였다.

## 2009년6월 23일
- 미국 국방부가 사이버사령부를 창설하기로 했다고 공식 발표했다.
- 한국은행이 36년만에 신사임당을 도안으로 새 고액권 50000원권을 발행했다.
- 세브란스병원이 대한민국에서 처음으로 존엄사를 집행했다.

## 2009년6월 22일
- 미국의 워싱턴 D.C.에서 오후 5시경(현지시간) 지하철간 충돌 사고로 80여명이 사상했다.
- 소말리아의 샤리프 셰이크 아흐메드 대통령은 반군의 수도 모가디슈 진출에 대응해 국가비상사태를 선포하였다.

## 2009년6월 21일
- 중국 허난성 저우커우(周口)시의 실험유치원에서 19일부터 유치원생 214명이 집단 식중독 증세로 치료 받고 있다고 신화통신사가 보도했다.
- 그린란드가 주민 투표로 결의한 자치권 확대를 덴마크 의회가 승인했고 법안을 정식으로 발효시켰다.

## 2009년6월 20일
- 소말리아 정부군과 반군간 내전이 악화되어 내각이 비상사태를 선포하고 인접국에 파병을 호소했다.
- SBS 8 뉴스 고층 아파트에서 떨어진 물건을 맞아서라고 대답 하였다.

## 2009년6월 19일
- 이란 최고 지도자 알리 하메네이가 테헤란대에서 가진 연설에서 1979년 이란 혁명 이후 최대 규모로 벌어지고 있는 시위에 대해서 강경 진압을 하겠다고 시위대에 최후 통첩을 하였다.

## 2009년6월 18일
- 미국의 로버트 게이츠 국방장관이 조선민주주의인민공화국의 장거리 미사일이 하와이 제도로 발사될 가능성에 대비해 미사일 방어 체제를 고고도방어체계(THADD)로 재배치 했다.
- 몽골에서 민주당 차히아긴 엘베그도르지가 제5대 대통령으로 취임했다.
- 대한민국 서울 덕수궁 대한문 앞에서 전국교직원노동조합 1만6,000명이 서명한 시국선언을 발표했다.
- 미국에 있는 졸리-피트 재단이 UNHCR에 100만 달러(한화 약 12억6500만원)를 기부했다. 돈은 파키스탄 난민에 사용될 예정이다.
- 장기 20세기The Long Twentieth Century를 쓴, 1937년 밀란에서 태어난 이탈리아 출신 사회학자 조반니 아리기Giovanni Arrighi가 오랜 암투병 끝에 만 72세의 나이로 사망했다.

## 2009년6월 17일
- 사우디아라비아에서 열린 2010년 FIFA 월드컵 아시아 지역 최종 예선에서 1966년 FIFA 월드컵 이후 44년 만에 조선민주주의인민공화국 축구 국가대표팀이 본선진출에 성공하여, 사상 첫 대한민국과 조선민주주의인민공화국의 2010년 FIFA 월드컵 공동진출이 확정되었다.
- 미국 증권거래위원회(SEC)가 텍사스주의 부호 로버트 알렌 스탠포드 및 그의 3개 회사가 80억달러 상당의 주식거래 사기에 관련돼 고발했다고 발표했다.

## 2009년6월 16일
- 예멘에서 12일날 실종 되었던 외국인 9명이 납치된 것으로 밝혀졌고 이들 중 3명이 피살되었다. 납치범의 정체는 불명확하다.

## 2009년6월 15일
- 영국 바클레이즈 그룹의 자산운용사 '바클레이즈 글로벌 인베스터스(BGI)'가 미국 글로벌 자산운용사 블랙록에 3억8천만 파운드(한화 약 7천873억원)에 매각 되었다고 월스트리트저널 인터넷판이 전했다.
- 대한민국에 있는 STX조선은 유럽선주로부터 탱커 4척을 모두 2천128억원에 수주했다고 공시했다.
- 콜롬비아에서 토마토 축제에 1천여 명이 참가해 열렸다. 올해로 5회째를 맞았고 15톤 이상 토마토가 동원됐다.

## 2009년6월 14일
- 브라질 상파울루에서 동성애자 축제에 350만명이 참가해 열렸다. 올해로 13회째를 맞았다.
- 사우디 왕자 알왈리드 빈 탈랄이 이끄는 킹덤 그룹은 경제 수도 지다에 건설할 1천 미터 높이의 마천루 개발과 건설감독 용역을 두바이 소재 에마르사에 의뢰했다.
- 일본 나고야 인근의 고마키 파크 아레나에서 열린 제1회 동아시아 남자농구선수권대회에서 대한민국 대표팀(허재 감독)이 일본(홈팀)과의 경기에서 68대 58로 우승했다.
- 로스앤젤레스 레이커스가 올랜도 매직과의 미국 농구 협회 경기 결승에서 4승 1패로 우승했다. 팀 통산 15번째 우승이다.

## 2009년6월 12일
- 대한민국 국방부가 황해 북방한계선에서 북한군의 무력도발 가능성이 크다고 판단해 대한민국 해병대 1사단과 2사단에서 차출한 병력을 백령도와 연평도에 배치했다.
- 세계보건기구는 신종플루가 74개국에서 2만9천669명이 감염 되었고 8개국에서 145명이 사망했다고 공식 보고되었다
- 대한민국 대검찰청 중앙수사부는 박연차 게이트 수사와 관련해 박연차 전 태광실업 회장을 포함해 전체 21명을 기소하고 故 노무현 전 대통령 뇌물수수 의혹 부분은 내사 종결했다는 내용의 수사결과를 발표했다.
- 대한민국 광주지방경찰청은 40대 남자가 음주운전으로 초등학생을 치고 공기총으로 살해해 야산에 버렸다는 사실을 밝혔다.
- 사우디아라비아가 여성에 대한 남성 보호제도 및 미성년자 사형 등을 폐지하겠다고 밝혔다고 국제 인권감시단체인 휴먼라이츠워치(HRW)가 밝혔다.
- 앤티가 바부다의 화물선 한 척이 오만 영해에서 해적들에게 납치됐다.
- 이란의 대통령 선거에서 마무드 아마디네자드 후보가 당선돼 재선에 성공하였다.
- 세계없는 세계화The Global Gamble의 저자 피터 고완(피터 고언)이 중피종으로 만 63세의 나이로 사망했다.

## 2009년6월 11일
- 세계보건기구가 H1N1 인플루엔자의 전염병 경보 수준을 대유행으로 격상했다. 대유행 선언은 1968년 이후 처음이다.
- 대한민국 교육과학기술부가 전남 고흥군 봉래면 외나로도 소재에 나로우주센터를 준공했다. 대한민국은 13번째 우주센터 보유 국가가 되었다.

## 2009년6월 10일
- 국제 연합 안전보장이사회에서 조선민주주의인민공화국에 대해 군사적, 경제적 제재 결의안 초안 마련에 최종 합의했다.
- 대한민국 서울광장에서 6.10 범국민대회가 열렸다. 2009년 대한민국 시국선언, 고(故) 노무현 전 대통령 추모 문화제 등을 내용으로 했다.
- 중국 진시황의 병마용에 대한 발굴이 20년 만에 재개된다고 중국 동방조보가 보도했다.
- 대한민국 서울특별시 교육청의 공정택이 교육감 선거에서 비리 혐의로 1,2심에서 교육감직 상실형(150만원 벌금형)을 받았다. 공 교육감 측은 즉각 상고하겠다고 밝혔다.

## 2009년6월 9일
- 브라질 정부가 대서양 상공에서 실종된 에어프랑스 에어버스 A330 447편의 탑승자 시신을 41구 인양했다고 발표했다.
- 콜롬비아 보건 당국은 "콜롬비아에서 신종 플루에 감염돼 사망한 첫 사례가 발생했다"고 밝혔다. 현재 전 세계 73개 국에서 2만6500명이 감염, 140명이 사망했다.
- 대한민국 강원도 평창군의 한 어린이집 원생 14명이 수족구병에 감염돼 치료를 받은 것으로 보건소에서 밝혔다.
- 대한민국 해군이 북한 경비정의 황해 북방한계선 침범에 대비해 함정을 증강배치했다.
- 미국 연방법원은 관타나모 수용소에 수감 중인 탄자니아 출신 <아흐메드 칼판 가일라니>를 뉴욕으로 호송, 첫 재판을 진행했다.

## 2009년6월 8일
- 가봉의 오마르 봉고 대통령이 스페인의 바르셀로나에서 향년 73세를 일기로 사망했다.

## 2009년6월 7일
- 중국의 "까오카오(高考)"(대학 입학 시험)에 1020만 명이 참가해 8일까지 시행되었다.
- 스위스의 테니스 선수 로저 페더러가 프랑스 오픈 남자 단식에서 우승했다.
- 대한민국의 경찰청 사이버테러대응센터는 해킹 프로그램을 배포해 200만 명의 싸이월드 미니홈피 방문자 접속정보를 빼내 미니홈피 이용자들에게 제공하고 2억 원을 챙긴 일당 6명을 (정보통신망법 위반 등) 불구속 입건했다.

## 2009년6월 6일
- 일본 도쿄 동쪽에 있는 지바현 동부 앞바다에서 규모 ５.９의 지진이 발생했다고 일본 기상청이 밝혔다.

## 2009년6월 5일
- 대한민국의 검찰총장이었던 임채진이 임기 6개월을 남겨두고 사퇴하여 퇴임식을 치렀다.
- 대한민국의 민주당은 이명박 대통령과 천신일 세중나모여행 회장을 정치자금법 위반 혐의로 대검찰청에 고발했다.
- 멕시코 에르모시요에 있는 탁아소에서 화재가 발생해 유아 29명이 사망하고 50명 이상이 부상했다
- 대한민국의 삼성탈레스 구미사업장에서 첨단 검독수리급 유도탄고속함에 탑재되는 `전투체계'가 양산되기 시작했다.

## 2009년6월 4일
- 중국 톈안먼(天安門) 민주화운동(1989년 톈안먼 사건) 20주년 기념으로 홍콩 빅토리아공원에서 홍콩시민 15만명(주최측 추산)이 참석해 촛불 집회가 열렸다.
- 영국에서 독일, 네덜란드, 스페인 국적의 음식제조업체들이 단백질 가루가 주입된 닭고기를 판매한 사실이 적발되었다.
- 일본의 미쓰비시 자동차 공업에서 전기자동차를 대량으로 생산하기 시작했다.

## 2009년6월 3일
- 인도 의회에서 메이라 쿠마르(64세, 여성)의원이 국회 하원의장으로 당선됐다.
- 대한민국에서 서울대와 중앙대 교수들이 고(故) 노무현 전 대통령의 사망과 관련해 검찰과 이명박 정부를 규탄하는 시국선언을 발표했다.

## 2009년6월 2일
- 중국인이 마시는 에너지 음료 '홍뉴(紅牛, Red Bull)'에서 코카인이 검출됐다.

## 2009년6월 1일
- 에어프랑스 447편 추락 사고: 에어프랑스 소속 AF447편 여객기가 승객과 승무원 등 228명을 태우고 대서양 브라질 연안 상공을 비행하던 중 레이다에서 사라졌다고 샤를 드골 공항 관계자가 밝혔다.
- AIG 한국 보험이 정식으로 AIA생명으로 상호를 변경하였다.
- 대한민국의 통신회사 KT와 KTF가 합병하여 통합 KT가 정식 출범하였다.
- 인천 도시철도 1호선 송도신도시 구간(동막~국제업무지구)구간이 개통되었다.